# Tetropium gracilicorne
Tetropium gracilicorne là một loài bọ cánh cứng trong họ Cerambycidae.